# テイラー鈴木
テイラー 鈴木（テイラー すずき、Taylor Suzuki、1994年12月30日 - ）は、日本の女性ファッションモデル。アメリカ合衆国ハワイ州オアフ島出身。LDH JAPAN所属。

## 略歴
2012年3月、ファッション雑誌『GLAMOROUS』の出版社である講談社と、芸能事務所LDHが共同で開催した同誌の専属モデルオーディションにて、1万1707人の中からグランプリを獲得。同年5月にハワイの高校を卒業。日本に移住しモデルとして活動を開始する。

## 人物
アメリカ、フィリピン、日本のミックス。国籍はアメリカ。
2019年6月20日に結婚。同年10月に第1子男児のNoahを出産した。

## 出演

### 雑誌
- GLAMOROUS（2012年 - 2013年） - 専属モデル

### カタログ
- PEACH JOHN（2013年）

### イベント
- 関西コレクション（2012A/W）
- 東京ガールズコレクション（2013A/W - ）

### CM
- アンファー「スカルプDボーテ ピュアフリーアイラッシュ」（2017年）[10]
- コカ・コーラ（2017年）